# Пунакха-дзонг

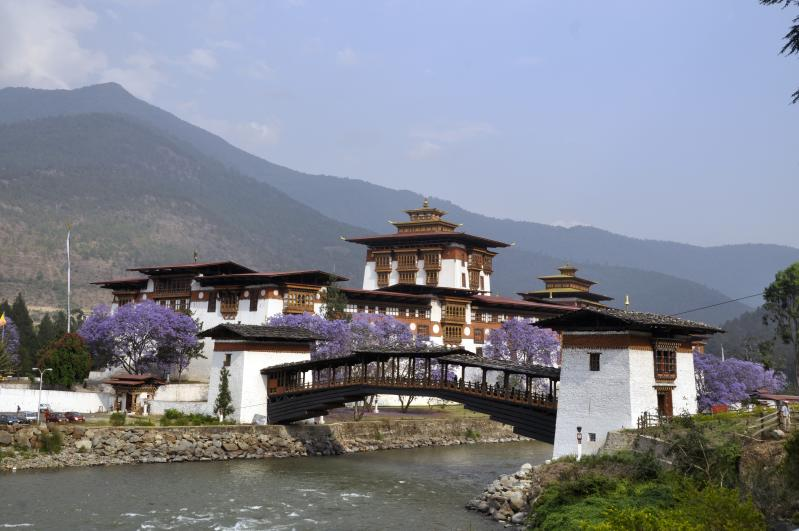
Консольный мост через реку Мо-Чу

Пунакха-дзонг (другое название Пунтанг-Лечен-Пхотранг-Дзонг; англ. Pungtang Dechen Photrang Dzong, что означает «Дворец великого счастья, или Счастье») — крепость-монастырь в Бутане, который является основным зданием в городе Пунакха, в Бутане. Дзонг Пунакха имеет большое культурно-историческое значение, с давних времён являлся столицей исторической провинции Пунакха.
Длительное время Пунакха была столицей Бутана, а также зимней резиденцией короля, а теперь остаётся зимней резиденцией Дже Кхемпо — главы бутанского буддизма, который с 300 монахами в холодные зимние месяцы перемещается в этот дзонг, находящийся в тёплой климатической зоне. В дзонге Пунакха располагается администрация дзонгхага Пунакха.
Дзонг построен в живописном месте на слиянии рек. Доступ к дзонгу обеспечивал Консольный мост через реку Мо-Чу, который функционирует до нынешнего времени. Ещё Падмасамбхава предсказал появление человека по имени Намгьял, который построит здесь дзонг. Король и монах Шабдрунг, объединивший Бутан в XVII веке, носил имя Намгьял. Пунакха — один из его самых первых дзонгов, построенный с редкостным изяществом. После смерти Шабдрунг был похоронен в этом дзонге.
Пунакха пережила несколько пожаров, землетрясений и наводнений, последняя катастрофа случилась в 1994, когда дзонг пострадал от наводнения вследствие селя. 
В 2012 году Пунакха-дзонг был включен в предварительный список Бутана для включения в Список объектов всемирного наследия ЮНЕСКО.
Внутри дзонга — мемориальный храм Мачей Лакханг c мавзолеем Шабдрунга, храм Наг Йул Бум, принадлежащий Дже Кемпо, библиотека с 108 томами Канджура — буддийского канона, писанного золотыми буквами, и хранилища королевских реликвий.

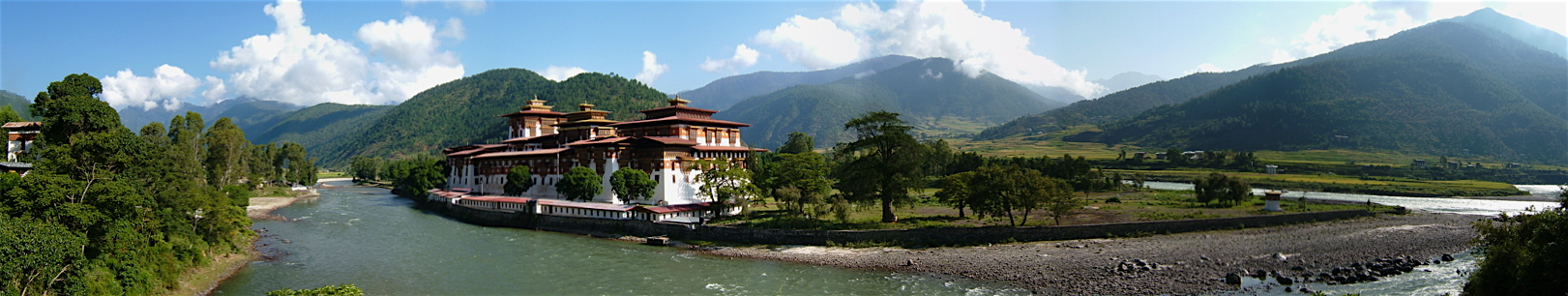
Панорама Пунакха-дзонга в месте слияния рек Мо-Чу и Ло-Чу